# Carlsson

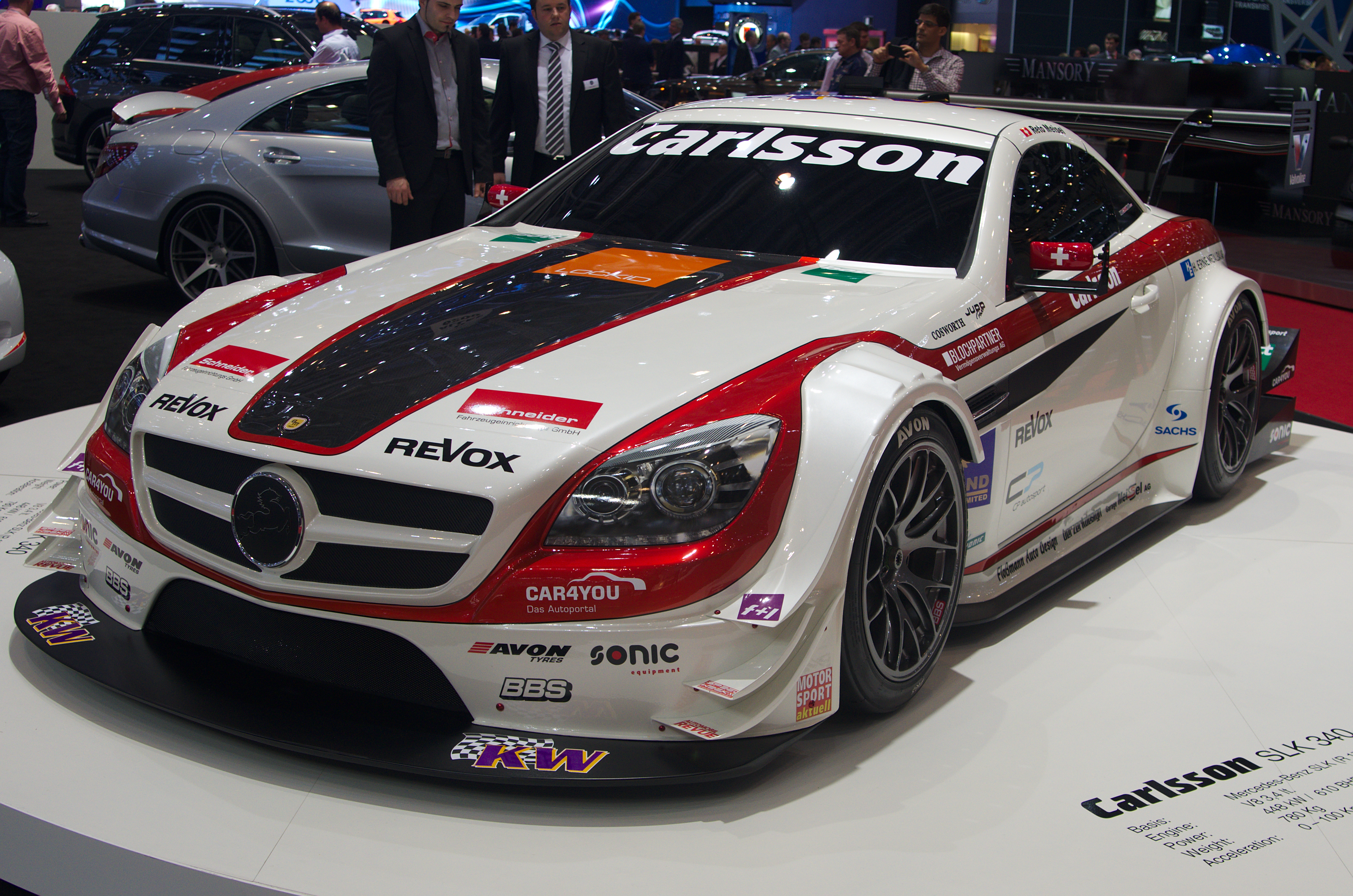
Carlsson SLK 340 2013

Carlsson är ett tyskt företag som specialtillverkar Mercedes-Benz-modeller.